# 马品芳
马品芳（1919年—2001年7月16日），河北滦县人，中华人民共和国政治人物。

## 生平
1934年起，在奉天北票煤矿电气工厂学徒，后在奉天满州机器株式会社电工厂任电工组长。1940年至1947年，在北京新民燃料公司器电部任技术负责人，后在天津东光电器株式会社任电工生产组长，天津老友电器机械工厂技术负责人、经理。1947年后，任沈阳中国实业工厂经理，1955年公私合营后任厂长。1956年至1981年，任沈阳市电器工业公司经理，沈阳市实业电机厂副厂长，沈阳市第二电机厂副厂长，沈阳市电机工业公司副经理。1984年后，任辽宁省工商联副主委兼秘书长，全国工商联执行委员。1980年被评为辽宁省、沈阳市先进生产者，1981年被评为沈阳市领导干部质量标兵。1993年，担任政协辽宁省委副主席。是第六、七届全国政协委员。第八届全国委员会常务委员。2001年7月16日在沈阳逝世，享年83岁。